# PLOP (Fanzine)
PLOP ist das älteste noch erscheinende und langlebigste Comic-Fanzine Deutschlands.

## Beginn und Herausgeber
PLOP wurde das erste Mal 1981 von Heike Anacker bis 1988 herausgegeben. Das erste Heft wurde kostenlos beim Comic-Tauschtag in Köln-Ehrenfeld verteilt. Nach der kurzen Zeit von zwei Ausgaben des Interims-Herausgebers Andreas Anger übernahm Bernhard Bollen von 1989 bis 1993 (bzw. Ausgaben # 29 bis 38/39). Darauf folgte der bis dato am längsten als Herausgeber Fungierende des Fanzines, Andreas Alt, der von 1994 bis 2007 (Ausgaben # 40 bis 79) für das Heft verantwortlich zeichnete, ehe er die Leitung an Melchior Condoi übergab (Ausgaben # 80 bis 85) und sich auf die Rolle des „redaktionellen Mitarbeiters“ beschränkte. Für die Jubiläumsausgabe zum 30-jährigen Bestehen PLOPs übernahm Alt noch einmal die Herausgabe. Der aktuelle Herausgeber (seit Ausgabe 86) ist erneut Bernhard Bollen.

## Inhalt und Format
Jedes Heft gliedert sich in Leserbriefe, Rezensionen und Comicbeiträge; der Schwerpunkt liegt auf den Comicbeiträgen. Eine Besonderheit ist, dass in jedem Heft Comicbeiträge von professionellen und semi-professionellen Künstlern neben Arbeiten von Anfängern enthalten sein können. Der Inhalt jeder Ausgabe ist schwarz-weiß, das Cover auch mal in Farbe. PLOP erscheint im DIN-A5-Format dreimal im Jahr in einer Auflage von 100 bis 300 Exemplaren.

## 30. Jubiläum
Im Jahre 2011 feierte PLOP sein 30-jähriges Bestehen, was es zum ältesten noch erscheinenden Comicfanzine Deutschlands macht. Aus diesem Anlass fand vom 24. September bis 9. Oktober 2011 die Ausstellung 30 Jahre PLOP – Independent-Comics und mehr im Kunstraum Renée Blume in Köln-Ehrenfeld statt. Neben einer Vernissage am Eröffnungstag gab es eine Ausstellung mit Comics der Herausgeber Heike Anacker, Andreas Alt und anderen sowie Lesungen, Performances, ein Papiertheater sowie einen Comicszeichnen-Workshop. Des Weiteren entstand ein Sonderheft 30 Jahre PLOP unter Leitung von Andreas Alt.

## Frühere Mitwirkende
Einige heute professionell im Comic-Bereich tätigen hatten ihre erste Veröffentlichung in PLOP, wie beispielsweise Stefan Dinter, Haggi, Walter Moers, Kim Schmidt oder Dirk Tonn. Andere heute bekannte Comiczeichner mit Veröffentlichungen in PLOP sind Andreas Alt, Oliver Ferreira, Matthias Langer, Mawil, Chris Noeth, Rattelschneck, Peter Schaaff, Wittek, oder die Grafikerin Heidi Koch neben anderen.